# 裴肅
裴肃（?—?），中国隋朝政治人物，表字神封，河东郡闻喜县（今山西省闻喜县）人。裴侠之子。
裴肃年轻时与梁毗交友。仕北周，初任給事中士，累進御正下大夫。担任行軍長史随韋孝宽攻打淮南。580年，楊堅担任丞相，裴肃说「武帝平定北方，墓土未乾，王朝就要变迁，这难道是天道吗」。楊堅听说後，很是不快，裴肃于是在家蟄居。
585年，担任膳部侍郎。587年、转任朔州总管長史，再转貝州長史，有才能之名。仁寿年間，皇太子楊勇、蜀王楊秀、左僕射高熲全部倒台，裴肃上書请求「给楊勇、楊秀封一小国，让他们慢慢改过」。文帝楊堅对楊素说：「裴肃为我家担心，也是至誠」，召裴肃入朝。皇太子杨广听说，问張衡：「改变楊勇的待遇，他想要干什么」。張衡回答：「裴肃的意图，是要像吴太伯、汉東海王一样吧」。杨广不高兴。裴肃上京，在含章殿觐见文帝，文帝对裴肃说「我貴为天子，富有四海。後宮寵愛，不过数人。楊勇以下诸子，都是同母（独孤皇后）所生。不能以爱憎轻易改变废立」。表示不会再立楊勇了。
604年，文帝驾崩，煬帝杨广即位，裴肃長期不得任用。後来岭南地方治安恶化，任用裴肃为永平郡丞，很得民心。一年后，去世，享年六十二岁。南方少数民族追慕裴肃，在鄣江之浦为他建廟。其子裴尚賢。

## 延伸阅读
[在维基数据编辑]
 《隋書·卷62》，出自魏徵《隋书》